# Przez kraj ludzi, zwierząt i bogów
Przez kraj ludzi, zwierząt i bogów (ang. Beasts, Men and Gods) – powieść autorstwa Ferdynanda Ossendowskiego, wydana po raz pierwszy drukiem w języku angielskim w Nowym Jorku w 1922 roku.

## Historia
Powieść powstała w oparciu o notatki i wspomnienia autora. Opisane wydarzenia były żywe w pamięci pisarza, miały miejsce zaledwie na rok przed publikacją pierwszej, angielskiej wersji książki. Dzieło ukazało się w sierpniu 1922 roku w Nowym Jorku, ucieczka z ogarniętej rewolucją Rosji zakończyła się szczęśliwie dotarciem do Tokio we wrześniu 1921 roku. Pierwotnie Ossendowski planował wydanie szeregu artykułów o Mongolii. Uległ jednak namowom spotkanego na statku amerykańskiego dyplomaty, Lewisa Stantona Palena. Zdaniem Palena powieść miała sprzedawać się lepiej. Palen nie tylko przetłumaczył tekst, ale i skorygował. Na okładce miały znaleźć się nazwiska obu twórców, jak wynika z zachowanej korespondencji.
Ossendowski nie był zadowolony ze współpracy z Palenem. Chociaż wszystkie tłumaczenia powieści poza wersją czeską, powstały w oparciu o tekst angielski, autor przygotował nową wersję do wydania polskiego. Zmodyfikował tytuł, wprowadził podtytuł, zmianie uległ również w wielu miejscach tekst utworu. Tekst międzynarodowy różni się od tekstu polskiego odmiennie rozłożonymi akcentami, przedstawieniem charakteru podróży, niektórych epizodów oraz samego głównego bohatera.
Dzieło Ossendowskiego o ucieczce z Syberii miało dwadzieścia cztery wydania w samych Stanach Zjednoczonych w ciągu dwóch lat od pierwszej publikacji. W Europie przełożono je na dziesięć języków w latach 1923–1925. W Polsce dokonano nawet adaptacji scenicznej w 1924 roku, nie spotkała się ona jednak z pozytywnym przyjęciem.